# 四氙合金(II)离子
四氙合金(II)离子（AuXe2+
4）是一种配合物离子，配位原子形成的空间构型为平面正方形。这种离子是在化合物AuXe2+
4(Sb
2F−
11)
2中发现的，晶体结构为变形的三斜晶系和四方晶系。AuXe2+
4离子由于和阴离子中氟原子的相互作用而变得稳定。其中Au-Xe键的键长是274 pm。
四氙合金(II)离子是不同寻常的。它是由相当不活泼的的元素氙和金形成的化合物。其中氙原子作为中心过渡金属原子的配体也是很罕见的。它的制备方法是在氟锑酸和氙存在的条件下还原AuF3，并在低温下结晶,使氙和金(II)离子形成化学键。